# Osservatorio di Mauna Kea

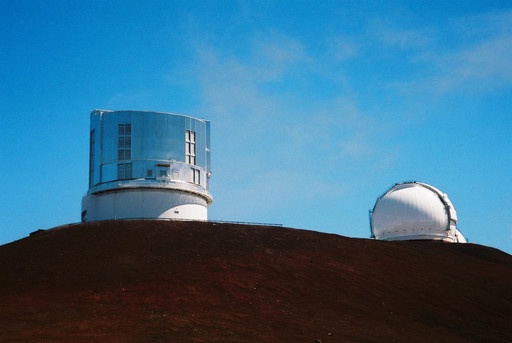
Il Subaru Telescope e la cupola del telescopio Keck I.

L'osservatorio di Mauna Kea è un insieme di telescopi indipendenti, collocati sulla cima del vulcano Mauna Kea sull'isola Hawaii, la maggiore dell'arcipelago omonimo.
Il sito comprende un'area speciale di 2 km², nota come il "Distretto astronomico" ("Astronomical Precinct"), all'interno della riserva scientifica del Mauna Kea. I lavori per un primo osservatorio (il Mees Solar Observatory) furono eseguiti tra 1962 e il 1964, mentre il Distretto astronomico fu istituito su interesse della NASA nel 1967.

## Posizione
L'Università delle Hawaii gestisce il sito e affitta l'area a molte organizzazioni internazionali che hanno investito ingenti somme di denaro in scienza e tecnologia.
Il recinto astronomico è situato all'interno dell'area per la protezione della cultura hawaiana ("Historical Preservation Act"). Il canto hawaiano della creazione racconta del Mauna Kea come il progenitore del popolo hawaiano.
L'altitudine e l'isolamento in mezzo all'oceano Pacifico rendono il Mauna Kea in assoluto uno dei migliori siti al mondo per l'osservazione astronomica. È anche il luogo ideale per osservazioni nell'infrarosso alle lunghezze d'onda submillimetriche. Il seeing medio del Mauna Kea lo colloca tra i migliori per la qualità delle immagini nel visibile e nell'infrarosso con una risoluzione media di soli 0,43 secondi d'arco.
Gli alloggi degli astronomi e ricercatori sono situati a quota 2 835 metri slm (9 300 piedi). La stazione per i visitatori si trova a quota 2775 m (9 200 piedi). L'altezza della cima del Mauna Kea è così elevata che si suggerisce ai visitatori e ai ricercatori di sostare almeno 30 minuti in un luogo riparato a un livello poco inferiore (al Onizuka Visitor’s Cente, posto a 2 800 metri) prima di esporsi all'esterno, in modo da acclimatarsi alle condizioni atmosferiche e all'altitudine.

## Telescopi

Pianta dell'osservatorio
1:CSO; 2:JCMT; 3:SMA; 4:Subaru; 5:Keck; 6:IRTF; 7:CFHT; 8:Gemini North; 9:UH88; 10:UKIRT; 11UH24:

I telescopi che si trovano sulla cima del Mauna Kea sono finanziati da agenzie governative di diverse nazioni L'Università delle Hawaii gestisce direttamente due telescopi. In totale sono presenti 13 telescopi, di cui 9 ottici/infrarosso, 3 submillimetrici e 1 radiotelescopio:
- Canada–France–Hawaii Telescope (CFHT): Canada, Francia, Università delle Hawaii
- Gemini North Telescope: Stati Uniti, Regno Unito, Canada, Cile, Australia, Argentina, Brasile
- Infrared Telescope Facility (IRTF): NASA
- James Clerk Maxwell Telescope (JCMT): Regno Unito, Canada, Paesi Bassi
- Telescopio Subaru: Giappone
- Sub-Millimeter Array (SMA): Taiwan, Stati Uniti
- United Kingdom Infrared Telescope (UKIRT): Regno Unito
- University of Hawai'i 88-inch telescope (UH88): Università delle Hawaii
- University of Hawai'i 24-inch telescope (UH24): Università delle Hawaii a Hilo
- Un'antenna del Very Long Baseline Array (VLBA): Stati Uniti
- W. M. Keck Observatory: California Association for Research in Astronomy

Il seguente telescopio è stato dismesso a seguito di un piano di riqualificazione ambientale:
- Caltech Submillimeter Observatory (CSO): Caltech

## Galleria d'immagini

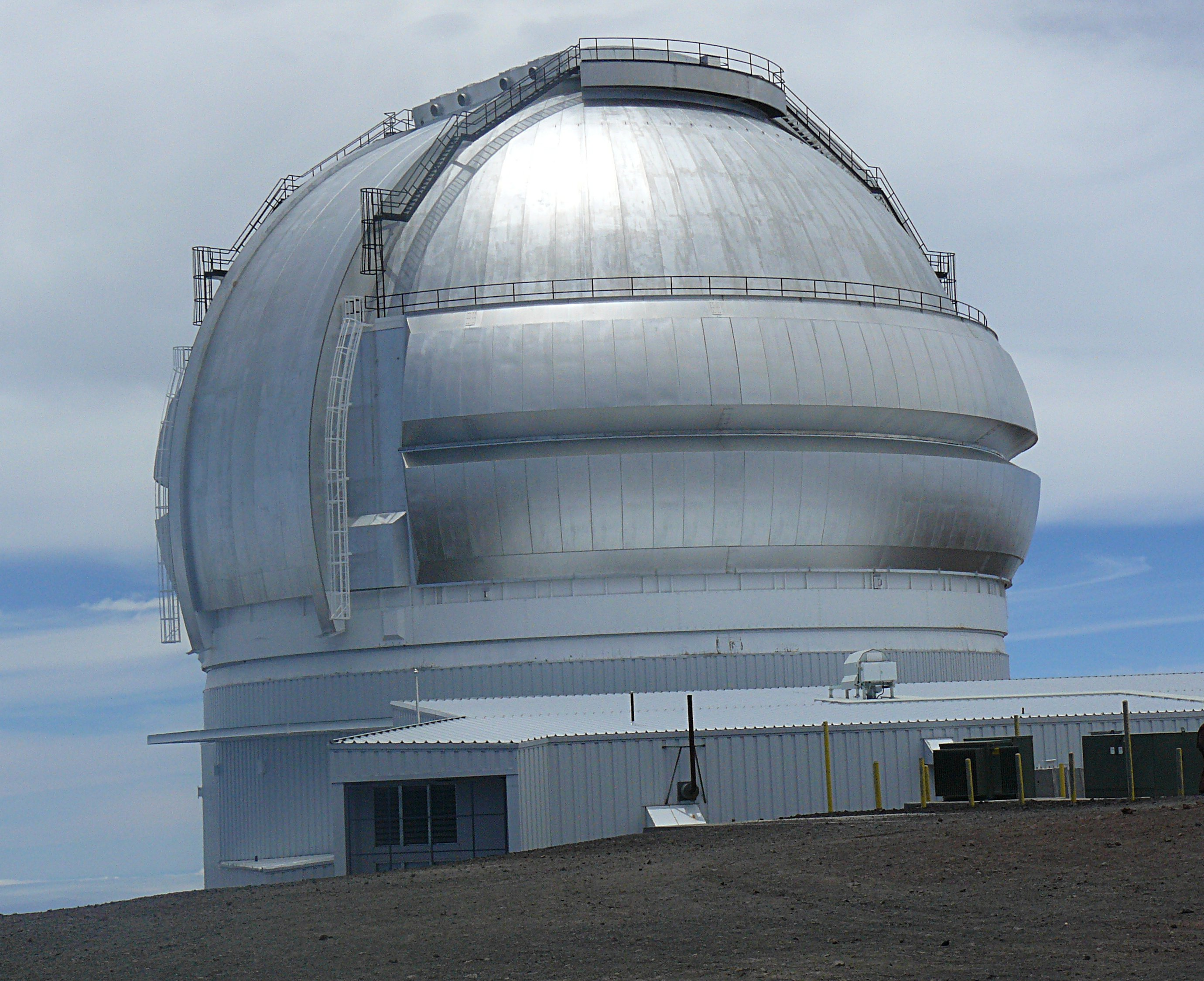
Telescopio Gemini
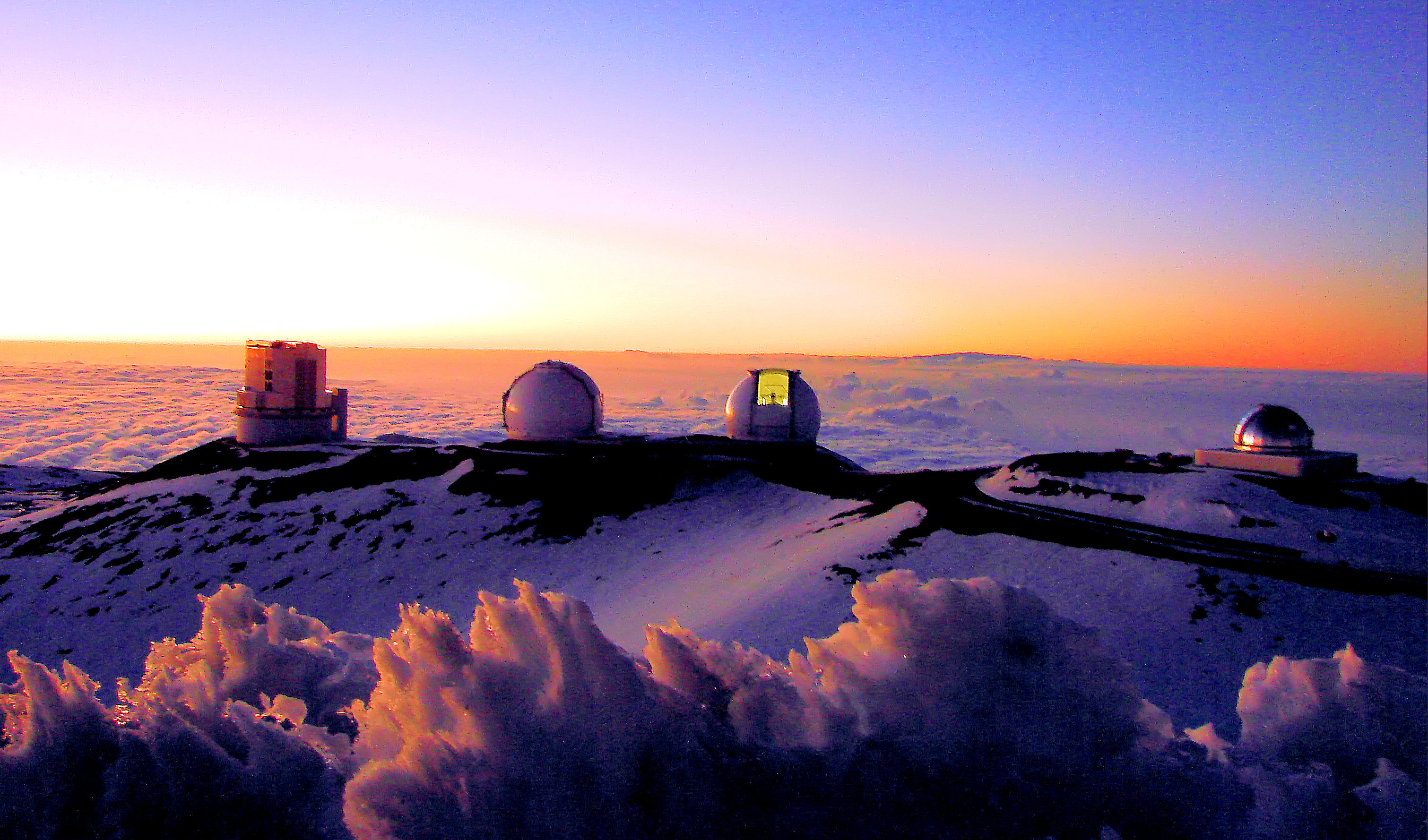
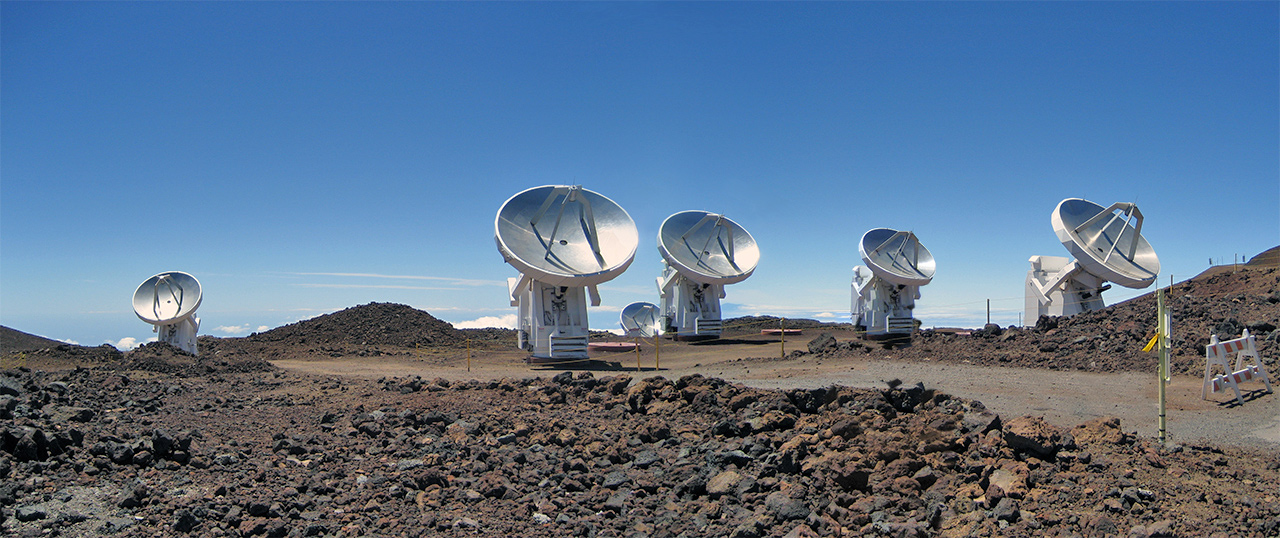
Sub-Millimeter Array
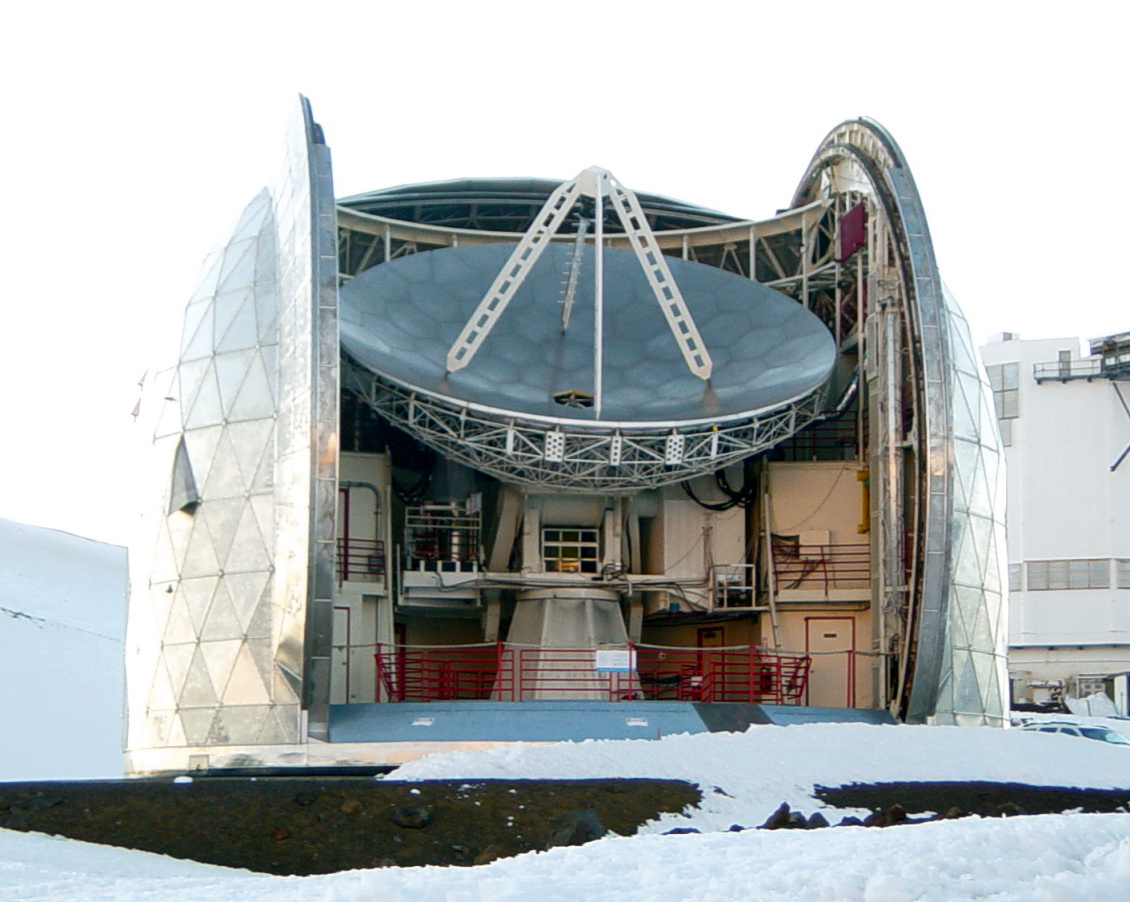
Caltech Submillimeter Observatory
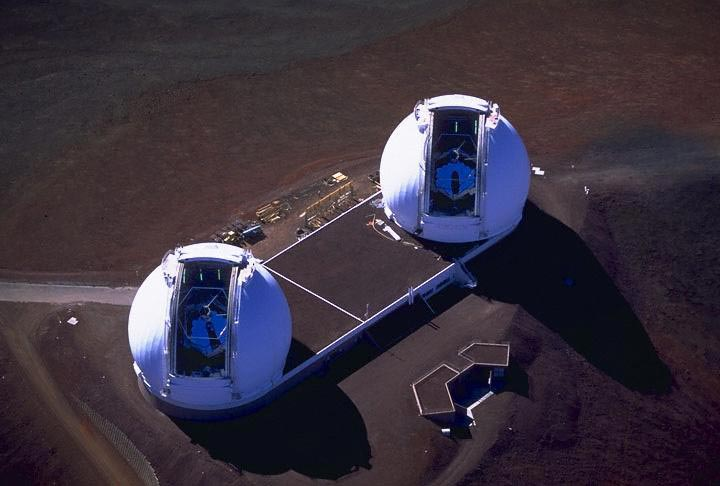
Telescopi Keck
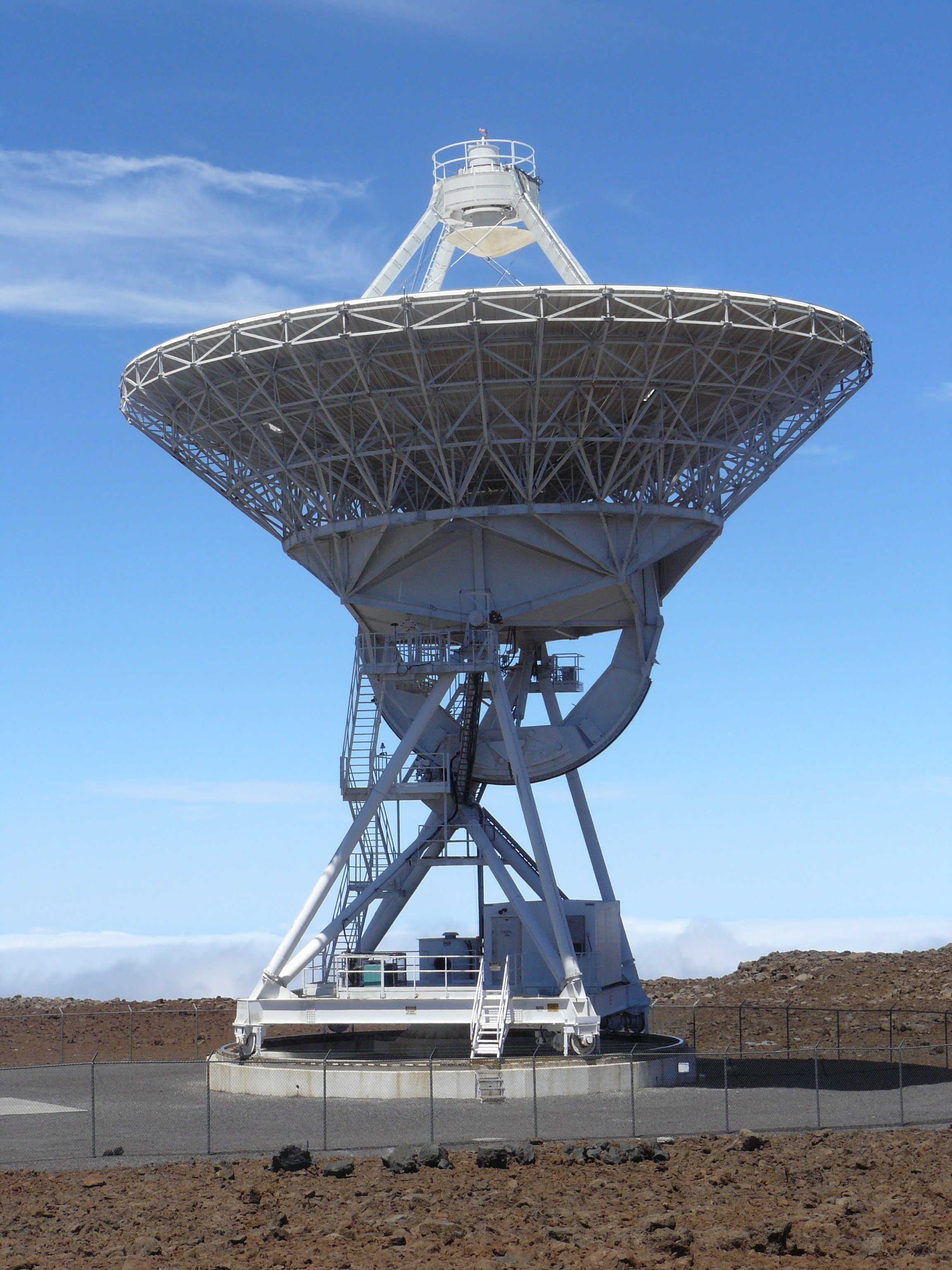
Antenna del VLBA
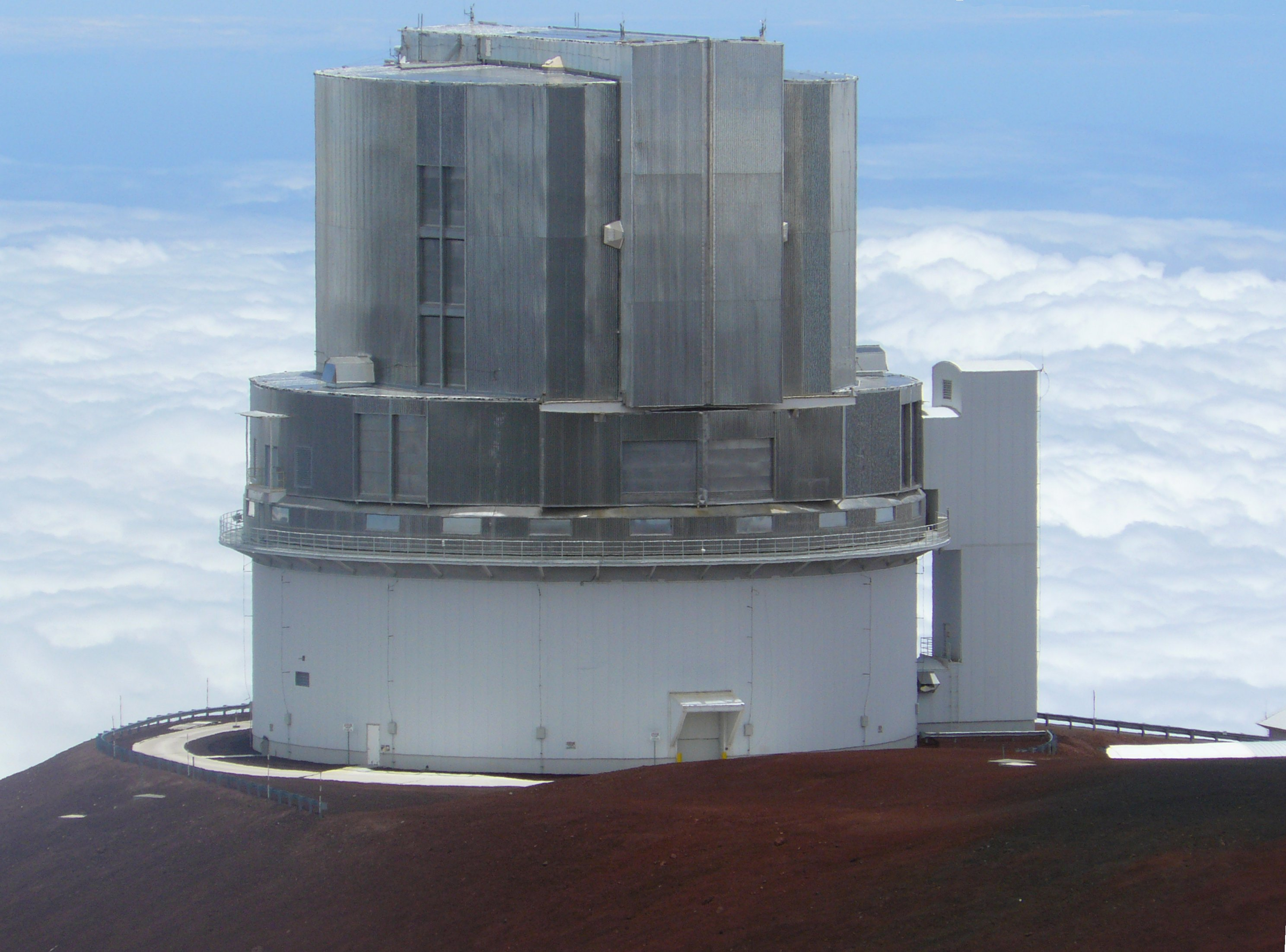
Telescopio Subaru
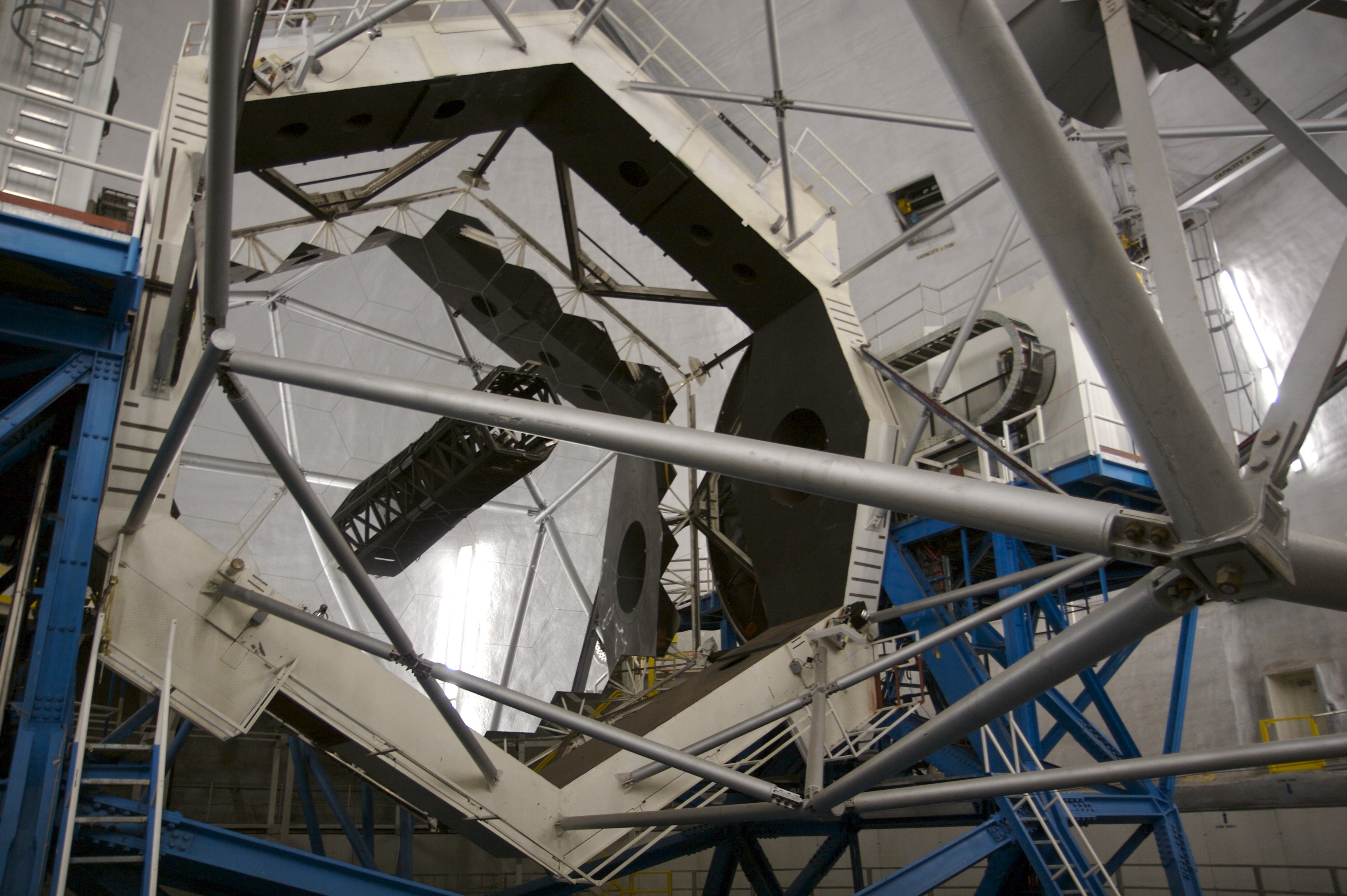
Specchio primario di uno dei Telescopi Keck